# Chi Mèo gấm
Chi Mèo gấm, tên khoa học Pardofelis, là một chi động vật có vú trong họ Mèo, bộ Ăn thịt. Chi này được Severtzov miêu tả năm 1858. Loài điển hình của chi này là Felis marmorata Martin, 1837, by monotypy.

## Các loài
Chi này gồm các loài:
- Pardofelis badia (Gray, 1874)
- Pardofelis marmorata (Martin, 1837)
- Pardofelis temminckii (Vigors et Horsfield, 1827)

## Hình ảnh

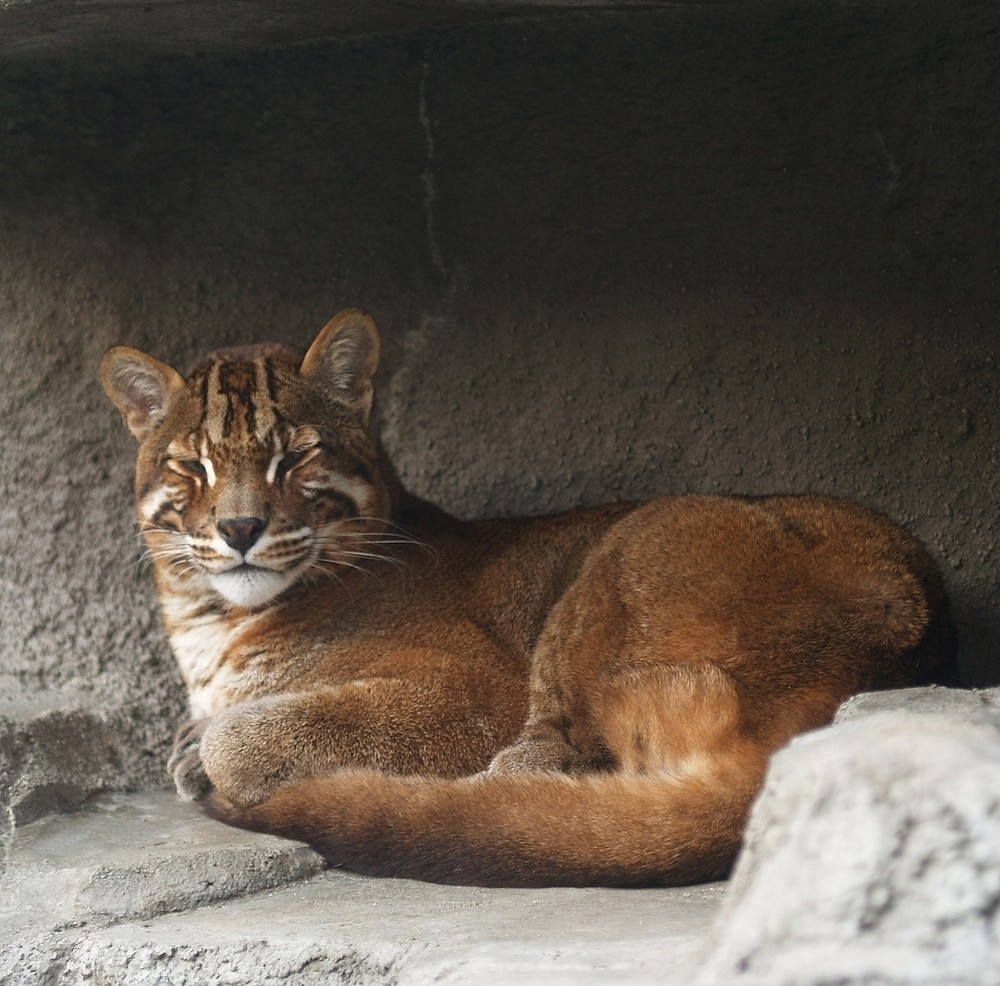
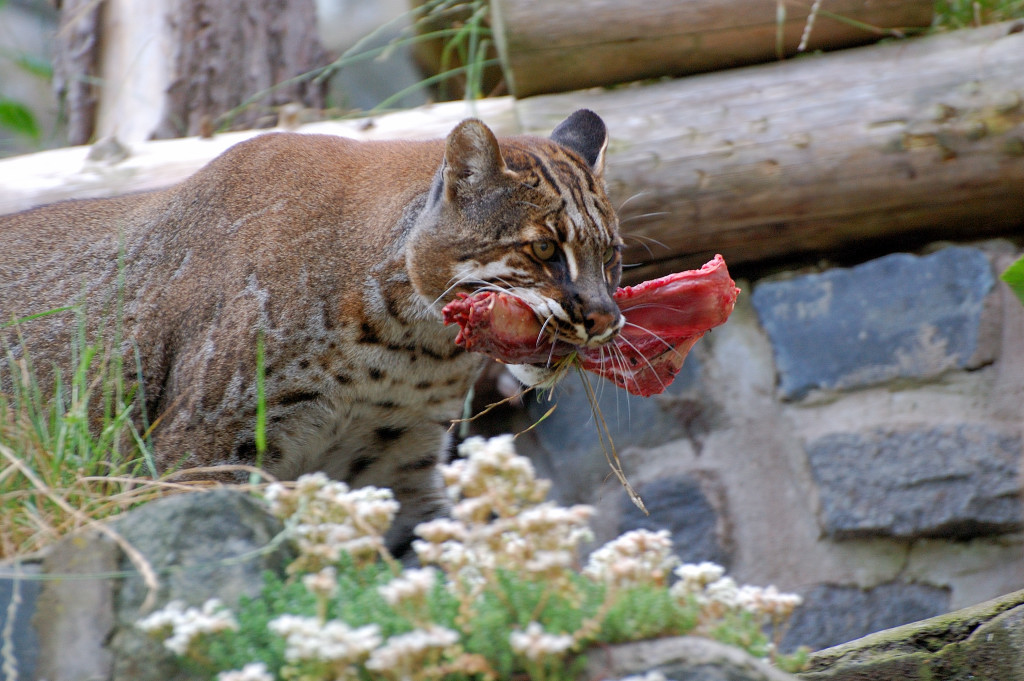
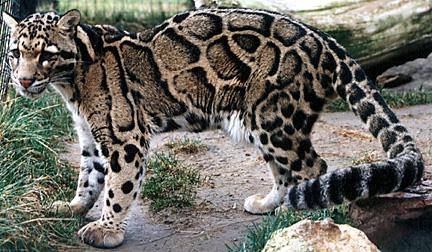